# 岡山自動車道
岡山自動車道（日语：／ Okayama jidōshadō */?）是以岡山縣岡山市北區的岡山系統交流道為起點，至岡山縣真庭市的北房系統交流道的高速公路（高速自動車國道）。略稱為岡山道（日语：／ Okayama dō */?）。法定路線名與米子自動車道合稱為中國橫斷自動車道岡山米子線（岡山市北區 - 境港市）。高速公路路線編號與中國自動車道（北房系統交流道 - 落合交流道間與 E2A 共線）、米子自動車道共同編為 E73 。

## 概要
本道路是連接岡山縣岡山市北區與真庭市高速公路，同時為中國橫斷自動車道岡山米子線的一部分。1991年3月16日最早通車的路段（岡山系統交流道～岡山總社間）以山陽自動車道岡山總社支線的名義啟用。
全區間由西日本高速公路（NEXCO西日本）管理與營運。前述之岡山系統交流道 - 岡山總社交流道間至1997年3月14日時仍名為山陽自動車道，但是1997年3月15日岡山總社交流道 - 北房系統交流道間通車後，二者合併並改變名為為岡山自動車道。
2010年（平成22年度）時是高速公路免費化社會實驗的對象，但是本實驗已在2011年（平成23年）6月19日終止。

### 路線名
- 道路名 - 岡山自動車道
- 中國橫斷自動車道岡山米子線：岡山系統交流道 - 北房系統交流道

## 交流道
- 全線都位於岡山縣内。
- 交流道（IC）編號欄的背景色為■顯示該部分道路已經啟用，設施名稱欄的背景色為■顯示該部分設施尚未啟用，未通車路段名稱皆為臨時名稱。
- 巴士站（BS），○/●為使用中，◆為停用中設施。無標示者為未設置巴士站。
- IC為交流道的簡寫，SIC為智能交流道的簡寫，JCT為系統交流道的簡寫，SA為服務區的簡寫，PA為停車區（日语：パーキングエリア）的簡寫，BS為巴士站的簡寫。

| 15 | 岡山JCT    |        |   | E2 山陽自動車道      | 0.0       |   |                                         | 岡山市 北區       |
| 1  | 岡山總社IC |        |   | 國道180號 國道429號  | 2.7       |   |                                         | 岡山市 北區       |
| -  | 總社PA     |        |   |                      | 7.0       |   |                                         | 總社市            |
| -  | 塔坂隧道   |        | / |                      |           |   | 上行線長度1,470公尺 下行線長度1,449公尺 | 總社市            |
| -  | 見延橋     |        | / |                      |           |   | 橋長703公尺 橋高76.2公尺                | 總社市            |
| -  | 槙谷隧道   |        | / |                      |           |   | 上行線長度1,167公尺 下行線長度1,071公尺 | 總社市            |
| 2  | 賀陽IC     |        |   | 國道484號            | 22.6      | ○ |                                         | 加賀郡 吉備中央町 |
| -  | 高梁SA     |        |   |                      | 30.9 31.4 |   | 上行線 山陽道方向 下行線 中國道方向     | 高梁市            |
| 3  | 有漢IC     |        |   | 岡山縣道49號高梁旭線 | 35.5      | ○ |                                         | 高梁市            |
| -  | 有漢隧道   |        |   |                      |           |   | 長度1,529公尺                           | 高梁市            |
| -  | 有漢隧道   | 真庭市 |   |                      |           |   | 長度1,529公尺                           |                   |
| -  | 北房水田BS |        |   |                      | 43.1      | ○ |                                         |                   |
| 17 | 北房JCT    |        |   | E2A 中國自動車道     | 43.9      |   |                                         |                   |

## 歷史
- 1991年（平成3年）3月16日：岡山系統交流道～岡山總社交流道間以山陽自動車道岡山總社支線名義啟用。
- 1997年（平成9年）3月15日：岡山總社交流道～北房系統交流道間啟用，同時間山陽道岡山總社支線編入岡山道，全線以暫定2車道方式啟用。
- 1999年（平成11年）10月15日：岡山系統交流道～岡山總社交流道間兩側4車道化。
- 2005年（平成17年）10月17日：岡山總社交流道～總社停車區間兩側4車道化。
- 2010年（平成22年）
  - 6月28日：高速道路免費化社會實驗開始（實施至2011年6月19日）。
  - 10月22日：總社停車區～賀陽交流道間上行線拓寬為2車道。
  - 11月26日：總社停車區～賀陽交流道間下行線拓寬為2車道，從總社停車區至賀陽交流道間的兩側4車道化工程完工。

## 路線狀況

### 車道與速限
| 區間                        | 車道 上下線=上行線+下行線 | 速限   |
| --------------------------- | ------------------------- | ------ |
| 岡山系統交流道 - 賀陽交流道 | 4=2+2                     | 80km/h |
| 賀陽交流道 - 北房系統交流道 | 2=1+1                     | 70km/h |

### 服務區、停車區
- 岡山道的服務區只有高梁服務區一座。此外，高梁服務區的加油站曾經一度暫停營業，但是上行線於2012年8月28日、下行線於同年10月1日再度營業。
- 停車區僅設置總社停車區，只有自動販賣機營業。

### 主要隧道與橋樑

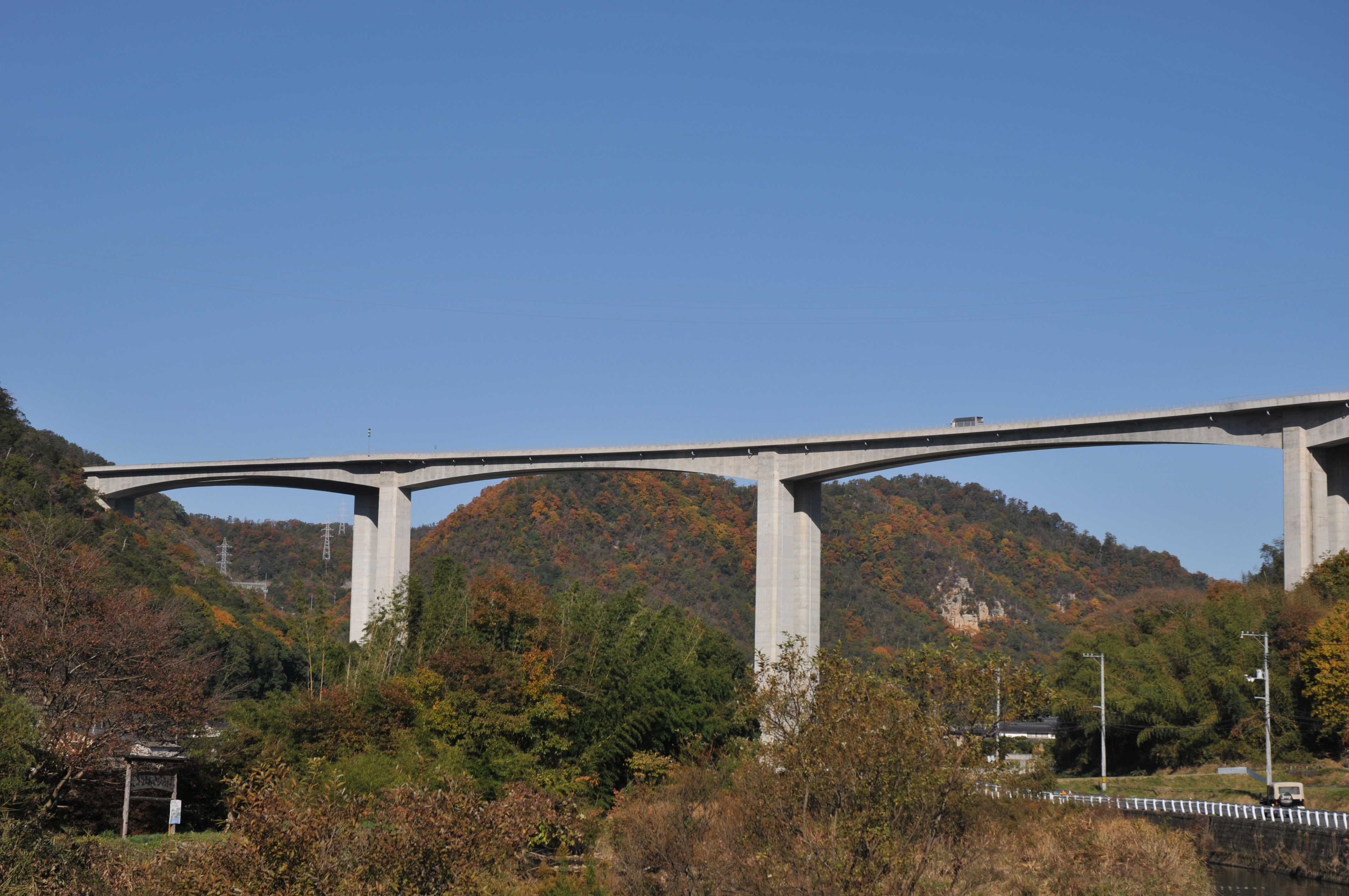
見延橋

- 塔坂隧道（總社停車區 - 賀陽交流道）：上行線 1,449公尺 下行線 1,470公尺
- 見延橋（總社停車區 - 賀陽交流道） : 703公尺
- 槙谷隧道（總社停車區 - 賀陽交流道）：上行線 1,167公尺 下行線 1,071公尺
- 有漢隧道（有漢交流道 - 北房系統交流道）：1,529公尺

#### 隧道數
| 區間名                      | 上下線 |
| --------------------------- | ------ |
| 岡山系統交流道 - 總社停車區 | 0      |
| 總社停車區 - 賀陽交流道     | 2      |
| 賀陽交流道 - 有漢交流道     | 0      |
| 有漢交流道 - 北房系統交流道 | 1      |
| 合計                        | 3      |

雖然通過山部地帶，但是隧道並不多。

### 道路管理者
- NEXCO西日本中國支社
  - 岡山高速公路事務所：岡山系統交流道 - 有漢交流道
  - 津山高速公路事務所：有漢交流道 - 北房系統交流道

#### 警察
- 岡山縣警察高速公路交通警察隊
  - 北部方面隊：岡山系統交流道 - 有漢交流道
  - 南部方面隊：有漢交流道 - 北房系統交流道

### 交通量
24小時交通量（台）　道路交通調查
| 區間                            | 平成17（2005）年度 | 平成22（2010）年度 |
| ------------------------------- | ------------------ | ------------------ |
| 岡山系統交流道 - 岡山總社交流道 | 10,649             | 15,514             |
| 岡山總社交流道 - 賀陽交流道     | 8,697              | 15,671             |
| 賀陽交流道 - 有漢交流道         | 7,669              | 12,866             |
| 有漢交流道 - 北房系統交流道     | 7,602              | 12,348             |

（來源：「平成22年度道路交通調查 （页面存档备份，存于）」（自國土交通省主頁）摘取資料作成）

## 地理

### 通過自治體
- 岡山縣
  - 岡山市北區 - 總社市 - 加賀郡吉備中央町 - 高梁市 - 真庭市

### 連接高速公路
- E2 山陽自動車道（於岡山系統交流道連接）
- E2A 中國自動車道（於北房系統交流道連接）

## 關連項目
- 日本高速公路列表
- 中國地方道路列表
- 伯備線

## 外部連結
- 獨立行政法人 日本高速道路保有・債務返還機構 （页面存档备份，存于）
- 西日本高速道路株式會社 （页面存档备份，存于）